# Cyperus berroi
Cyperus berroi är en halvgräsart som först beskrevs av Charles Baron Clarke, och fick sitt nu gällande namn av Manuel Barros. Cyperus berroi ingår i släktet papyrusar, och familjen halvgräs. Inga underarter finns listade i Catalogue of Life.